# Acacia exsudans
Acacia exsudans là một loài thực vật có hoa trong họ Đậu. Loài này được Mouill. miêu tả khoa học đầu tiên.